# Fuentenovilla (kommunhuvudort)
Fuentenovilla är en kommunhuvudort i Spanien.   Den ligger i provinsen Provincia de Guadalajara och regionen Kastilien-La Mancha, i den centrala delen av landet, 50 km öster om huvudstaden Madrid. Fuentenovilla ligger 798 meter över havet och antalet invånare är 378.
Terrängen runt Fuentenovilla är platt åt sydost, men åt nordväst är den kuperad. Runt Fuentenovilla är det glesbefolkat, med 10 invånare per kvadratkilometer. Närmaste större samhälle är Villalbilla, 19,1 km väster om Fuentenovilla. Trakten runt Fuentenovilla består till största delen av jordbruksmark.